# Simone Schell

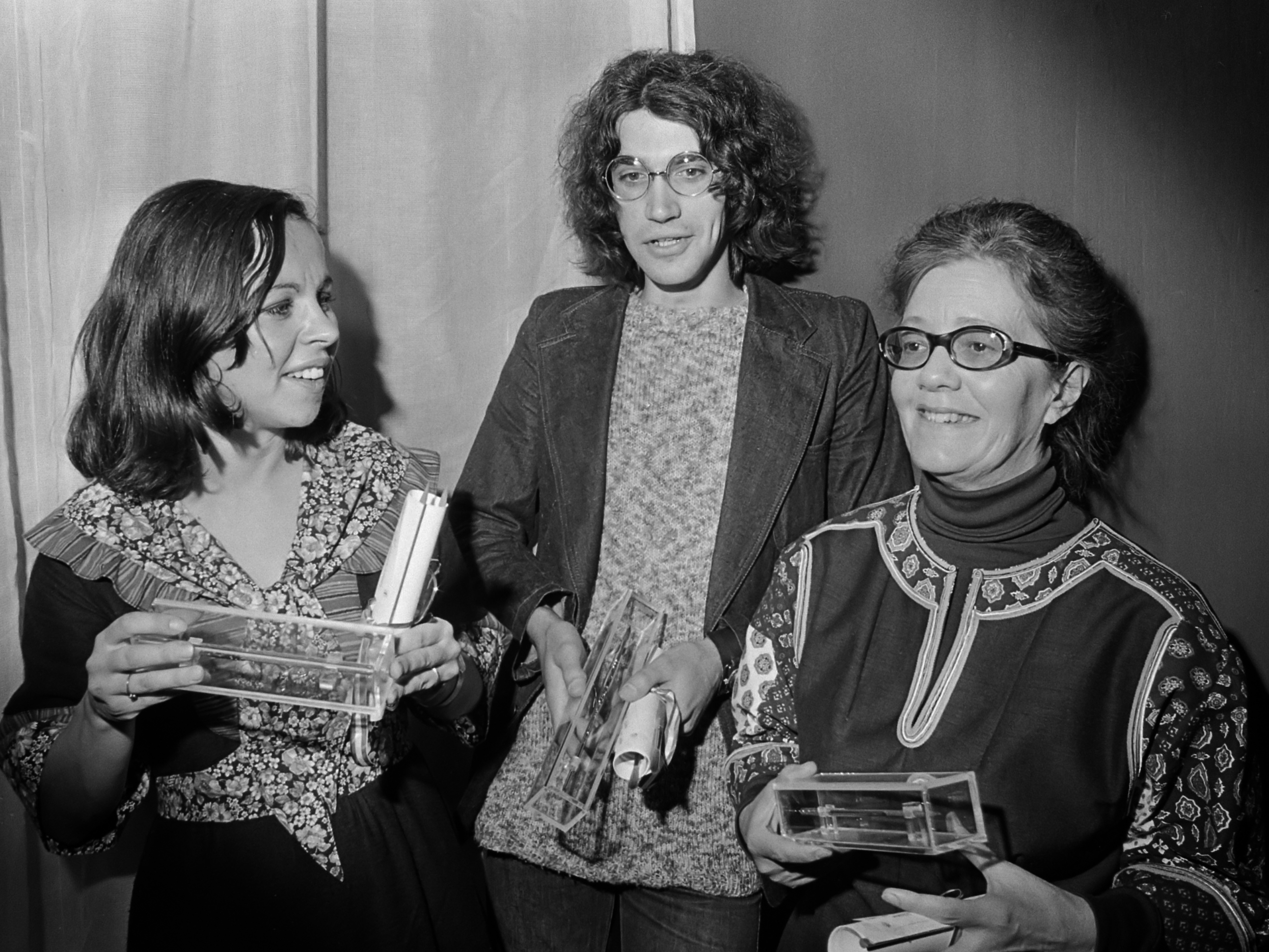
Simone Schell, Paul Hulshof en Alet Schouten bij de uitreiking van de Gouden Griffels (1975)

Simone Schell (4 maart 1943) is een Nederlandse schrijfster van kinderboeken.
Schell vertrok vroegtijdig van de middelbare school en volgde hierna verscheidene opleidingen zonder er één af te maken. Na haar huwelijk besloot zij haar literaire ambities een kans te geven. In 1973 debuteerde ze met Juffrouw Jonathan, een komisch relaas van een groepje karikaturale ouderen die een actiecomité vormen om hun "ontspanningsgebouw" te redden. In 1975 ontving ze een Gouden Griffel voor De nacht van de heksenketelkandij, een geëngageerd avonturenverhaal, en in 1980 voor Zeezicht.
De noodzaak een eigen plek te veroveren is een telkens terugkerend thema in haar werk, dat zich kleurt naar tijdsgewricht. Vanaf 1980 volgde een reeks sprookjesachtige verhalen waarin fantasie en dromen de boventoon voeren: onder andere De nachtkinderen en Tocht naar Toerpa.
Emilie, een dagboek over een geheime liefde, vormde de opmaat voor een serie historische romans die in de negentiende eeuw spelen.
Ondanks de bekroningen die Schell in de jaren zeventig ontving, was er aanvankelijk nogal wat kritiek op haar stijl en fragmentarische opbouw van haar verhalen. In later werk nam zij meer afstand van haar personages, hield ze de compositie strakker in de hand en wist ze de spanning effectief te doseren. Ze durfde ook meer aan de fantasie van de lezer over te laten. Haar historische jeugdromans werden unaniem lovend ontvangen; twee ervan zijn bekroond met een Zilveren Griffel.
Het boek Het kind met de hoge hoed wordt als themaverhaal gebruikt door de speltak Esta's, van Scouting Nederland. Bij het oprichten van deze speltak is ook een musical gemaakt naar het verhaal, met als verteller Robert Long.